# Ischnophenax streblopis
Ischnophenax streblopis är en fjärilsart som beskrevs av Edward Meyrick 1931. Ischnophenax streblopis ingår i släktet Ischnophenax och familjen stävmalar. Inga underarter finns listade i Catalogue of Life.